# Zakitne
Zakitne (ukr. Закітне) – wieś na Ukrainie, w obwodzie donieckim, w rejonie kramatorskim, w hromadzie Łyman. W 2001 liczyła 573 mieszkańców, wśród których 431 wskazało jako ojczysty język ukraiński, a 142 rosyjski.